# 76 mm armata dywizyjna wz. 1942 (ZiS-3)

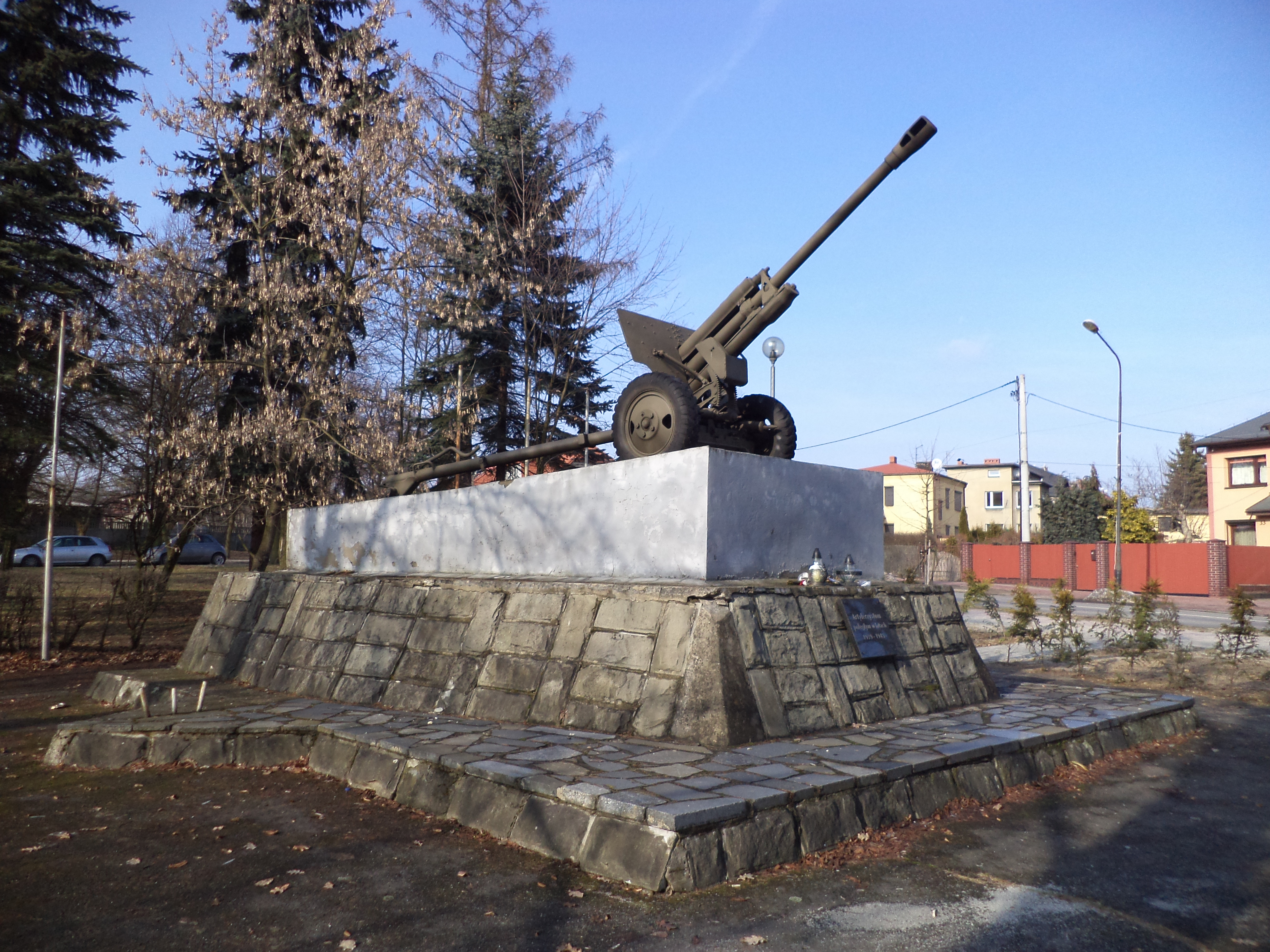
Armata ZiS-3 w postaci pomnika w Tarnowskich Górach

76 mm armata dywizyjna wz. 1942 (ZiS-3) (ros. 76-мм дивизионная пушка образца 1942 года, ЗиС-3) – radziecka armata polowa wprowadzona do uzbrojenia w 1942. Do końca wojny wyprodukowano prawie 50 tys. egzemplarzy.

## Historia
Na początku lat 30. w ZSRR rozpoczęto modernizację artylerii dywizyjnej. W pierwszym etapie zmodernizowano posiadane armaty wz. 1902. Zmodernizowane działa wz. 1902/30 miały większą donośność, ale nadal posiadały takie wady armaty wz. 1902, jak niewielki kąt ostrzału w poziomie i przestarzałe, nieresorowane podwozie, zmniejszające szybkość marszową. Dużą wadą była także wyłącznie konna trakcja.
W 1936 roku do uzbrojenia przyjęto nowa armatę dywizyjną F-22. Według założeń miała ona być w stanie zwalczać nie tylko cele naziemne, ale także latające. Okazało się jednak, że ogień przeciwlotniczy prowadzony z działa pozbawionego odpowiedniej amunicji i celownika ma skuteczność bliską zeru, a wysoki kąt podniesienia lufy sprawia, że działo jest ciężkie, skomplikowane i drogie w produkcji. W efekcie już w 1937 roku rozpoczęto projektowanie kolejnych wzorów armat kalibru 76,2 mm. Efektem tych prac była armata USW, łącząca niektóre podzespoły armaty F-22 z łożem haubicy M-30.
Armata USW miała dobre właściwości taktyczno-techniczne, ale nie była pozbawiona wad. Jej budowa była nadal skomplikowana, a przejęte z haubicy łoże z przyrządami celowniczymi po obu stronach lufy, wymagające obsługi przez dwóch celowniczych, obniżało szybkostrzelność i utrudniało zwalczanie celów pancernych.
W 1939 roku wywiad sowiecki poinformował szefa GAU, marszałka G.I. Kulika, że przemysł niemiecki jest gotowy do rozpoczęcia produkcji nowych, silnie opancerzonych czołgów, uzbrojonych w armaty kalibru 100 mm. W związku z tą informacją uznano, że sowieckie armaty przeciwpancerne kalibru 45 mm oraz armaty dywizyjne kalibru 76 mm nie będą w stanie skutecznie zwalczać czołgów niemieckich. Efektem tych informacji było rozpoczęcie prac nad działem przeciwpancernym ZiS-2 kalibru 57 mm i armatą dywizyjną M-60 kalibru 107 mm. Po rozpoczęciu produkcji tych dział produkcje armat przeciwpancernych kalibru 45 mm i dywizyjnych 76,2 mm zakończono w II kwartale 1941 roku.
Pomimo oficjalnej decyzji o zastąpieniu dział dywizyjnych kalibru 76,2 mm działami 107 mm, w biurze konstrukcyjnym przy Fabryce Nr 92, kierowanym przez Wasilija Grabina, kontynuowano prace nad działami 76 mm. W maju 1941 roku biuro projektowe W. Grabina wysunęło projekt umieszczenia na tym samym łożu co ZiS-2 nowo zaprojektowanej armaty kalibru 76,2 mm. Głównym inżynierem projektu mianowany został inż. A. Chwostin. Prototyp działa mający maksymalny kąt podniesienia +45° został ukończony w czerwcu 1941 roku i miesiąc później przeszedł próby. Pierwsze próby wykazały, że łoże jest jednak za delikatne jak na 76,2 mm armatę, w związku z tym lufa została wyposażona w hamulec wylotowy. Masa ZiSa-3 została maksymalnie zredukowana. Przyrządy celownicze mogły być obsługiwane przez jednego żołnierza, co bardzo ułatwiło proces celowania do obiektów ruchomych. Prócz tego postarano się, by konstrukcja była tak technologicznie prosta, jak to tylko możliwe (np. zamiast lufy z płaszczem zastosowano lufę jednolitą), starano się także wykorzystywać mechanizmy już produkowanych dział kalibru 76,2 mm takich jak armaty czołgowe F-32, w które były uzbrojone czołgi KW i F-34 czołgów T-34, a także armaty morskiej F-35 instalowanej na okrętach podwodnych typu SzCz. Już po rozpoczęciu produkcji armaty ZiS-3 powstały dalsze kolejne zunifikowane z nią konstrukcje ZiS-5 dla czołgu KW i ZiS-15 dla małych jednostek rzecznych.
22 lipca 1941 roku testy działa ZiS-3 obejrzał osobiście marszałek G. Kulik, ale nie zaakceptował masowej produkcji działa. Prawdopodobnie w listopadzie 1941 roku, mimo oficjalnego zakazu, Grabin zdołał uruchomić ograniczoną produkcję dział w Fabryce Nr 92. Rozpoczęcie masowej produkcji hamowano, obawiając się opóźnień dostaw dział USW. Pod koniec 1941 roku testowe egzemplarze dział zostały wysłane na front. W styczniu 1942 roku zaprezentowano je na Kremlu. Tam podjęto decyzję o próbach państwowych, które trwały od 15 stycznia do 5 lutego. Po oficjalnym wprowadzeniu ZiS-a do uzbrojenia 12 lutego 1942 roku, jego produkcję uruchomiono również w Fabryce Nr 235 i Fabryce Nr 7.
W czasie produkcji dokonywano pewnych uproszczeń technologicznych działa, w związku z czym można wyróżnić trzy wersje ZiS-a:
- ZiS-3 pierwszej serii: Armaty te posiadały nitowane łoże oraz zamek i mechanizm spustowy przejęty od ZiS-2. Ogony początkowo wykonane były z nitowanych stalowych płyt, tworzących kwadratowy przekrój, a następnie ich przekroje były okrągłe i spawane.
- ZiS-3 drugiej serii: Zamek i mechanizm spustowy tych armat został uproszczony, a kąt poniesienia ograniczony do +27°. Ogony armat tej serii posiadały przekrój okrągły.
- ZiS-3 trzeciej serii: Zamek i mechanizm spustowy został przejęty z poprzedniej wersji, ale została zwiększony kąt podniesienia do +37°. Wymagało to modernizacji mechanizmu podniesieniowego i oporopowrotnika.

W armatę ZiS-3 zostało wyposażone także działo samobieżne SU-76 oparte na podwoziu czołgu T-70. W 1942 roku wprowadzono do uzbrojenia opracowaną pod kierunkiem I. Burmistrowa amunicję podkalibrową przeznaczoną do armaty ZiS-3. Jednocześnie cały czas upraszczano konstrukcję samego działa, dzięki czemu liczbę roboczogodzin potrzebnych do wykonania działa typu ZiS-3 zmniejszono z 1029 w 1943 roku, przez 909 w 1943, do 475 w 1944. Główny inżynier Działu Artylerii Koncernu Kruppa profesor Wolf w swoim pamiętniku napisał: Niemieckie działa generalnie były lepsze od dział wyprodukowanych w innych krajach z wyjątkiem ZSRR. Podczas II wojny światowej przetestowałem zdobyczne działa angielskie i francuskie. Testy te wyraźnie pokazały, że niemieckie działa były lepsze. Jasne było jednak, że ZiS-3 był najlepszym działem II wojny światowej. Bez jakiejś przesady potwierdzam, że ZiS-3 był najgenialniejszą bronią w historii artylerii. Również Stalin wreszcie przekonał się do ZiSa i po jego obejrzeniu skomentował: To działo jest arcydziełem w dziedzinie modernizacji broni.
Chociaż pierwsze armaty typu ZiS-3 trafiły na front jeszcze przed końcem 1941 roku, to jednak formalnie ZiS-3 został przyjęty do uzbrojenia Armii Czerwonej 12 lutego 1942 roku jako 76 mm armata dywizyjna wz. 1942. W tym momencie armia używała już co najmniej 1000 sztuk tej broni. Pierwszym wielkim sprawdzianem nowych dział była bitwa stalingradzka. Inną dużą bitwą, w której uczestniczyły ZiSy, było starcie pod Kurskiem w 1943 roku. Tam też po raz pierwszy użyto pocisków podkalibrowych do armat ZiS-3. W następnych miesiącach masowe dostawy armat ZiS-3 umożliwiły wycofanie z uzbrojenia pułków artylerii przeciwpancernej armat przeciwlotniczych kalibru 37 mm 61-K i 85 mm 52-K. Dodatkowo, poza 180 sformowanymi w 1942 roku samodzielnymi pułkami artylerii ppanc, rozpoczęto formowanie brygad i dywizji artylerii przeciwpancernej. Armaty ZiS-3 trafiły także do pułków artylerii podporządkowanych dywizjom piechoty w których zastępowały starsze wzory armat dywizyjnych.
Oprócz Armii Czerwonej w czasie wojny ZiSy trafiły do uzbrojenia kilku innych armii. Egzemplarze zdobyte przez wojska III Rzeszy zostały wprowadzone do uzbrojenia Wehrmachtu. Podobny los czekał ZiSy zdobyte przez Rumunów. Po przekalibrowaniu na 75 mm zostały wprowadzone do uzbrojenia, a następnie uruchomiono ich produkcję pod nazwą Reșița wz. 43. Podczas wojny ZSRR dostarczał ZiSy sojuszniczym armiom.
Po wojnie armaty dywizyjne ZiS-3 trafiły do uzbrojenia sojuszników ZSRR z Układu Warszawskiego. Eksportowano je również do krajów z Bliskiego Wschodu oraz państw Trzeciego Świata będących w radzieckiej strefie zainteresowań i wpływów, takich jak Albania, Angola, Burundi, Egipt, Erytrea, Etiopia, Gwinea, Indonezja, Jemen, państwa Jugosławii, KRLD, Kuba, Madagaskar, Mozambik, Nigeria, Sudan, Tanzania i Zambia. Bezlicencyjną produkcję tych armat podjęła ChRL pod nazwą Typ 54.

### ZIS-3 w ludowym Wojsku Polskim

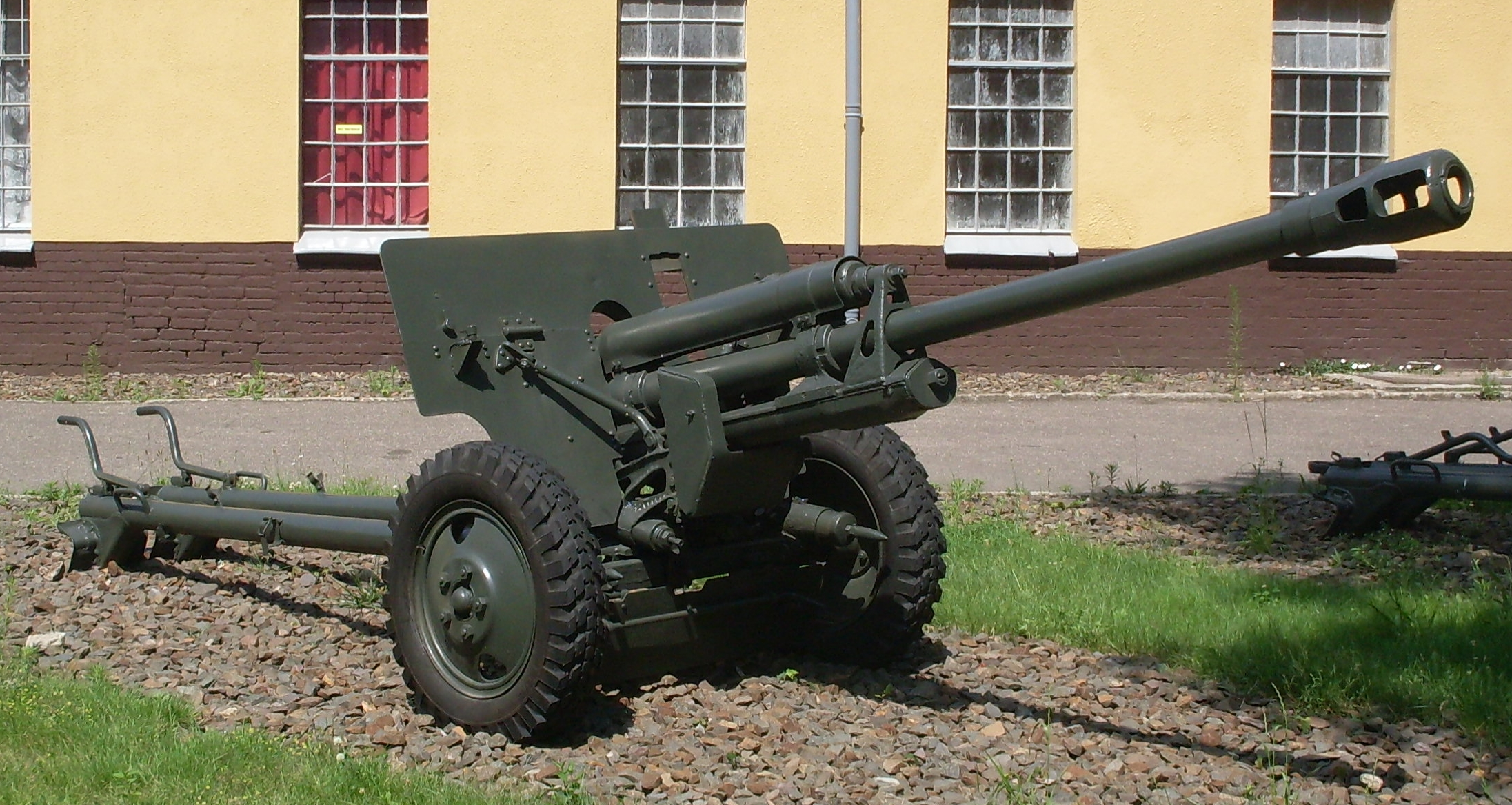
ZiS-3 z muzeum w Centrum Szkolenia Wojsk Lądowych im. Czarnieckiego w Poznaniu

W 1943 roku pierwsze 24 armaty ZiS-3 zostały przekazane do 1 Pułku Artylerii Lekkiej, wchodzącego w skład 1 Kościuszkowskiej Dywizji Piechoty. Zgodnie z etatem miał on 24 armaty ZiS-3 w sześciu bateriach i 12 haubic 122 mm w trzech bateriach.
Do 1945 roku sformowano w sumie siedemnaście pułków artylerii lekkiej. Czternaście z nich (1, 2, 5, 6, 22, 23, 33, 34, 35, 36, 37, 38, 39 i 40 pal) wchodziło w skład dywizji piechoty, pozostałe trzy (43, 45 i 48 pal) tworzyły 6BAL, wchodzącą w skład 2 Łużyckiej Dywizji Artylerii. Pułki wchodzące w skład 6 BAL posiadały tylko dwa dywizjony i były uzbrojone wyłącznie w armaty kalibru 76,2 mm.
Tworzono także pułki artylerii przeciwpancernej (pappanc). Według etatu każdy z nich miał 16 armat przeciwpancernych ZiS-2 i 8 armat ZiS-3 (w rzeczywistości z powodu braku armat 57 mm często były one zastępowane armatami 76 mm). Pułki wchodziły w skład trzypułkowych brygad artylerii przeciwpancernej. Powstały cztery takie brygady: 4 (4, 19 i 20 pappanc), 9 (53, 56 i 72 PAPpanc) i 14 BAPpanc (58, 63 i 75 pappanc).
Początkowo po 12 dział ZiS-3 miały także dywizjony przeciwpancerne dywizji piechoty, ale do maja 1944 roku zostały one przezbrojone w działa samobieżne SU-76. Tylko nowo formowane 13, 16 i 17 dywizjony przeciwpancerne (wchodzące odpowiednio w skład 10, 13 i 14 Dywizji Piechoty) wyposażono w działa ZiS-3.
1 maja 1945 roku LWP posiadało już 555 armat dywizyjnych. Po zakończeniu wojny armaty ZiS-3 pozostawały na uzbrojeniu WP, zasadniczo do momentu, kiedy zastąpiły je 85 mm armata dywizyjna wz. 1948 (D-48), jednak w niektórych jednostkach przetrwały aż do 1980 roku.

## Opis

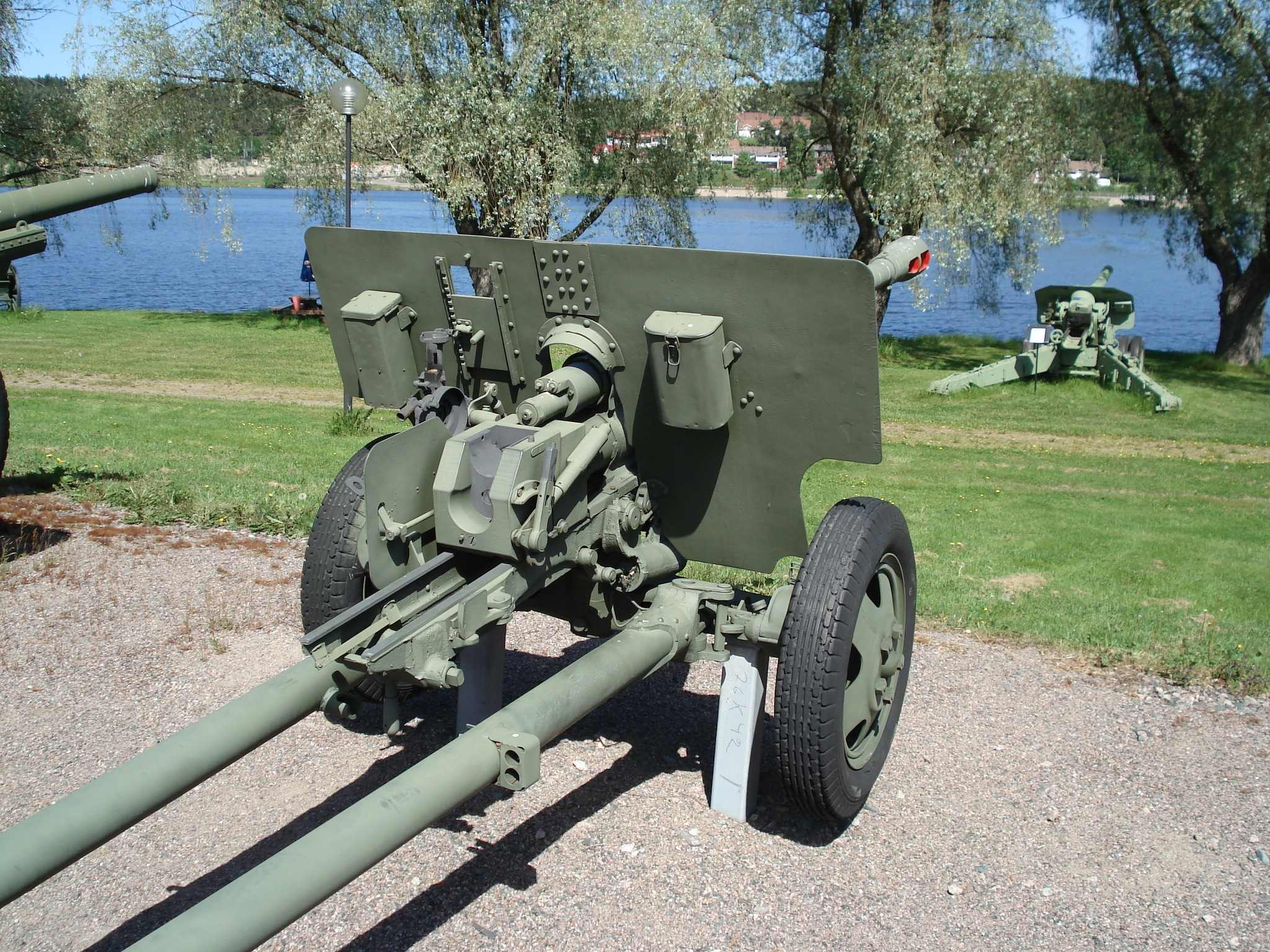
ZiS-3 w Fińskim Muzeum Artylerii

Armata ZiS-3 była przeznaczona do zwalczania pojazdów opancerzonych, jak również piechoty przeciwnika, jego lekkich schronów, stanowisk bojowych i artylerii, zazwyczaj ogniem bezpośrednim.
Przygotowanie działa do strzelania polega na rozwarciu ogonów, co jednocześnie blokuje zawieszenie. Równocześnie należy zablokować koła. Możliwe było strzelanie bez rozkładania ogonów, w takim przypadku zawieszenie wyłączano ręcznie. Przed pierwszym wystrzałem należy ręcznie otworzyć zamek klinowy. Po załadowaniu pocisku zamek automatycznie zamyka się. Po ręcznym napięciu iglicy działo gotowe jest do strzału. Po jego oddaniu zamek samoczynnie otwiera się, wyrzucając łuskę. Jednocześnie napinana jest iglica.
Działo składa się z lufy, zamka, celownika, kołyski, oporopowrotnika, mechanizmu podniesieniowego, łoża górnego i dolnego, tarczy ochronnej, podwozia i rozkładanych ogonów. Lufa działa ZiS-3, jednolita, posiadająca 32 prawoskrętne bruzdy o stałym skoku równym 25 kalibrom, wyposażona jest w dwukomorowy hamulec wylotowy o 30% skuteczności. Działo posiada półautomatyczny zamek o pionowym ruchu klina, hydrauliczny opornik i hydropneumatyczny powrotnik. Przyrządy celownicze umieszczone są z lewej strony zamka (patrząc w kierunku strzelania) i składają się z celownika i panoramy optycznej. Dzięki nim można prowadzić ogień bezpośredni i pośredni. Kołyska jest typu korytkowego. Oporopowrotnik składa się z hydraulicznego opornika i hydropneumatycznego powrotnika. Mechanizm podniesienia zbudowany jest na podstawie dwu wycinków kół zębatych. Armata została wyposażona również w sprężynowe odciążacze, wspomagające podnoszenie lufy. Koła zostały zaadaptowane z ciężarowego samochodu GAZ-AA, wypełnione były jednak gąbczastą masą GK. Zawieszenie oparte było na sprężynach. Podwójne rurowe ogony zakończone są lemieszami i uchwytami do rozwierania. Tarcza pancerna o grubości 4–5 mm chroniła załogę przed ogniem broni strzeleckiej oraz odłamkami pocisków artyleryjskich. ZiS-3 składa się z 719 części.
Armatę można było holować za pomocą zaprzęgu 6-konnego za pośrednictwem przodka. W przypadku trakcji motorowej przodków nie stosowano, a spięte ogony mocowano bezpośrednio do pojazdu. W czasie wojny były to zazwyczaj samochody ZiS-5, ZiS-6, Studebaker, Dodge WC-51, WC-52, lub GMC. Armaty ZIS-3 mogły być transportowane również na pokładzie pływającego transportera BTR-50P. Można było z nich prowadzić ogień nawet podczas pokonywania przeszkód wodnych. Działa te można było przewozić także na pływających przyczepach typu PKP.

## Produkcja
| Produkcja armat ZiS-3 |      |        |        |        |      |        |
| Rok                   | 1941 | 1942   | 1943   | 1944   | 1945 | Razem  |
| Fabryka Nr 7          | –    | –      | –      | 14     | –    | 14     |
| Fabryka Nr 92         | 1000 | 10 139 | 12 269 | 13 215 | 6005 | 42 628 |
| Fabryka Nr 235        | –    | –      | 1655   | 2899   | 1820 | 6374   |
| Łącznie               | 1000 | 10 139 | 13 924 | 16 128 | 7825 | 49 016 |

## Amunicja
W armatach ZiS-3 używano amunicji zespolonej z ładunkiem zmiennym, przeciwpancernej, w tym również kumulacyjnej i podkalibrowej, odłamkowo-burzącej oraz szrapneli. Prócz tego przewidywano również strzelanie amunicją zapalającą, dymną i chemiczną. Pociski odłamkowe rażą skutecznie na obszarze o wymiarach 15x30 m. Pociski zapalające rozrzucają w promieniu 3–4 m palące się kostki o temperaturze 2500 °C. Naboje, zazwyczaj pakowane są po pięć sztuk w skrzynkach o wymiarach 790x500x170 mm, masie około 50 kg w zależności od typu amunicji.
| Dostępna amunicja                               |              |          |                         |                               |                                |              |
| Rodzaj                                          | Nabój        | Pocisk   | Masa pocisku/naboju, kg | masa materiału wybuchowego, g | Prędkość wylotowa pocisku, m/s | Donośność, m |
| Amunicja przeciwpancerna                        |              |          |                         |                               |                                |              |
| przeciwpancerny smugowy                         | UBR-354A     | BR-350A  | 6,3/9,1-3,12            | 155 g                         | 662                            | 2000         |
| przeciwpancerny smugowy                         | UBR-354B     | BR-350B  | 6,3/9,1-9,12            | ??                            | 662                            | ??           |
| przeciwpancerny smugowy                         | UBR-354SP    | BR-350SP | 6,5-6,6/9,4             | ??                            | 662                            | ??           |
| przeciwpancerny podkalibrowy (powojenny)        | ??           | BR-350N  | 3,02/??                 | ??                            | ??                             | ??           |
| przeciwpancerny podkalibrowy                    | UBR-354P     | BR-350P  | 3,02/6,03               | ??                            | 965                            | 500          |
| przeciwpancerny kumulacyjny                     | UBP-354A (?) | BP-353A  | 3,94/??                 | ??                            | 325                            | 1000         |
| przeciwpancerny kumulacyjny                     | UBP-353M     | BP-350M  | 3,94/??                 | ??                            | ??                             | ??           |
| przeciwpancerny kumulacyjny (powojenny)         | ??           | BK-354   | 7/??                    | 740                           | ??                             | ??           |
| Amunicja odłamkowa, burząca i odłamkowo-burząca |              |          |                         |                               |                                |              |
| odłamkowy                                       | UO-354AM     | O-350A   | 6,21/8,83               | ??                            | 680                            | ??           |
| odłamkowy                                       | UO-354M      | O-350A   | 6,21/?? kg              | ??                            | 540                            | ??           |
| odłamkowo-burzący                               | ??           | OF-350A  | 6,2/?? kg               | 640                           | ??                             | ??           |
| odłamkowo-burzący                               | ??           | OF-350B  | 6,2/?? kg               | 540                           | ??                             | ??           |
| odłamkowo-burzący                               | UOF-354M     | OF-350   | 6,2/8,82                | 710 g                         | ??                             | ??           |
| odłamkowo-burzący                               | ??           | OF-363   | 6,2/??                  | 540 g                         | ??                             | ??           |
| burzący                                         | UF-354       | F-354    | 6,41/8,52               | 785                           | 680                            | ??           |
| burzący                                         | UF-354G (?)  | F-354G   | 6,23/??                 | ??                            | 680                            | ??           |
| burzący                                         | UF-354F      | F-354F   | 6,41/8,85               | 785                           | 680                            | ??           |
| burzący                                         | ??           | F-354M   | 6,1/??                  | 815                           | ??                             | ??           |
| szrapnel                                        | USz-354      | Sz-354   | 6,5/8,94                | 85                            | ??                             | ??           |
| szrapnel                                        | USz-354G     | Sz-354G  | 6,58/9,02               | 85                            | ??                             | ??           |
| szrapnel                                        | USz-354T     | Sz-354T  | 6,66/9,1                | 85                            | ??                             | ??           |
| szrapnel                                        | USz-R2-354   | Sz-361   | 6,61/9                  | ??                            | ??                             | ??           |
| Amunicja dymna, zapalająca i chemiczna          |              |          |                         |                               |                                |              |
| dymny                                           | UD-350       | D-350    | 6,54/9,12               | ??                            | ??                             | ??           |
| dymny                                           | UD-354       | D-350    | 6,45/??                 | ??                            | ??                             | ??           |
| dymny                                           | UD-354A      | D-350A   | 6,45/9,12               | ??                            | ??                             | ??           |
| zapalający dalekonośny                          | ??           | Z-350    | 6,24/??                 | 240                           | ??                             | ??           |
| zapalający                                      | UZ-354       | Z-354    | 6,24/8,86               | ??                            | ??                             | ??           |
| chemiczny                                       | UOH-354M     | OH-350   | 6,24/9,18               | ??                            | ??                             | ??           |

| Przebijalność pancerza                                                                     |                       |                       |
| BR-350A                                                                                    |                       |                       |
| Odległość, m                                                                               | Kąt uderzenia 60°, mm | Kąt uderzenia 90°, mm |
| 100                                                                                        | 67                    | 82                    |
| 500                                                                                        | 61                    | 75                    |
| 1000                                                                                       | 55                    | 67                    |
| 1500                                                                                       | 49                    | 60                    |
| 2000                                                                                       | 43                    | 53                    |
| BR-350P                                                                                    |                       |                       |
| Odległość, m                                                                               | Kąt uderzenia 60°, mm | Kąt uderzenia 90°, mm |
| 100                                                                                        | 105                   | 128                   |
| 250                                                                                        | 90                    | 110                   |
| 500                                                                                        | 75                    | 92                    |
| BP-353A                                                                                    |                       |                       |
| Odległość, m                                                                               | Kąt uderzenia 90°, mm | Kąt uderzenia 90°, mm |
| 100                                                                                        | 76                    | 76                    |
| 250                                                                                        | 76                    | 76                    |
| 500                                                                                        | 76                    | 76                    |
| 1000                                                                                       | 76                    | 76                    |
| Wartości podane zgodnie z sowieckimi normami (prawdopodobieństwo penetracji pancerza 75%). |                       |                       |